# Karl Wittmaack
Karl Wittmaack (* 17. Januar 1876 in Berlin; † 28. Januar 1972 in Garmisch-Partenkirchen) war ein deutscher Hals-Nasen-Ohren-Arzt.
Als Hochschullehrer wirkte er in Greifswald, Jena und Hamburg.

## Leben
Wittmaacks Vater Hermann Wittmaack war Senatspräsident am Reichsgericht. Er besuchte die Neue Nikolaischule Leipzig. Nach dem Abitur studierte er ab 1894 an der Universität Leipzig, der Ludwig-Maximilians-Universität München und der Christian-Albrechts-Universität zu Kiel Medizin. 1899 wurde er zum Dr. med. promoviert. Die Ausbildung in Hals-Nasen-Ohren-Heilkunde durchlief er an den Universitätskliniken in Kiel, Breslau und Heidelberg. Nach Heidelberg folgte er seinem Lehrer Werner Kümmel als 1. Assistent. Von April 1904 bis 1908 war Wittmaack an der Königlichen Universität zu Greifswald tätig. Nach der Emeritierung des Otologen Johannes Kessel an der Universität Jena (1907) trat Wittmaack dessen Nachfolge an. Von 1908 bis 1926 in diesem Amt, führte er seine Greifswalder Forschungen über die Pathologie und Anatomie des Schläfenbeins und des Innenohrs fort. Kollegen in Jena waren Wilhelm Brünings, Adolf Eckert-Möbius, Hermann Gustav Runge (1887–1942) und Johannes Zange. Die Universität Hamburg berief Wittmaack 1924 auf den neugeschaffenem Lehrstuhl für Hals-Nasen-Ohren-Heilkunde im Universitätsklinikum Hamburg-Eppendorf. Im November 1933 unterzeichnete Wittmaack das Bekenntnis der deutschen Professoren zu Adolf Hitler. Von ihm ist die Rezeptur einer Nasensalbe, die angeblich auf jedem Schiff der Kriegsmarine ausgegeben wurde. Legendär war seine Sammlung von histologischen Präparaten des Schläfenbeins. Nach 1945 lebte er in Garmisch-Partenkirchen. Dort widmete er sich seiner Leidenschaft, dem Bergsteigen. Er starb kurz nach seinem 96. Geburtstag.

## Ehrungen
- Wahl in die Deutsche Akademie der Naturforscher Leopoldina (1926)[5]

## Werke
- Über die normale und die pathologische Pneumatisation des Schläfenbeines einschließlich ihrer Beziehungen zu den Mittelohrerkrankungen. Gustav Fischer 1918.
- Die Otosklerose auf Grund eigener Forschungen. Gustav Fischer 1919.
- Die Ortho- und Pathobiologie des Labyrinthes als Grundlage der dystonischen und dystrophischen Erkrankungsprozesse des Innenohres. Thieme, Stuttgart 1956.